# Завадский, Александр (ботаник)
Алекса́ндр Зава́дский (пол. Aleksander Zawadzki) (6 мая 1798, Бельско, Тешинская Силезия — 5 июня 1868, Брно) — польский природовед, биолог и ботаник, педагог, профессор Львовского университета.

## Биография
В 1835—1837 работал преподавателем ботаники и физики, затем в 1849—1853 — деканом философского факультета, профессором в университете г. Львова.
За поддержку «Весны народов» в 1848—1849 гг. был уволен с работы в университете, устроился директором реальной школы в Брно.
Был членом многих научных обществ, участником заграничных конгрессов, многолетним редактором львовских журналов «Rozmaitości» и «Mnemozyna».

## Научная деятельность

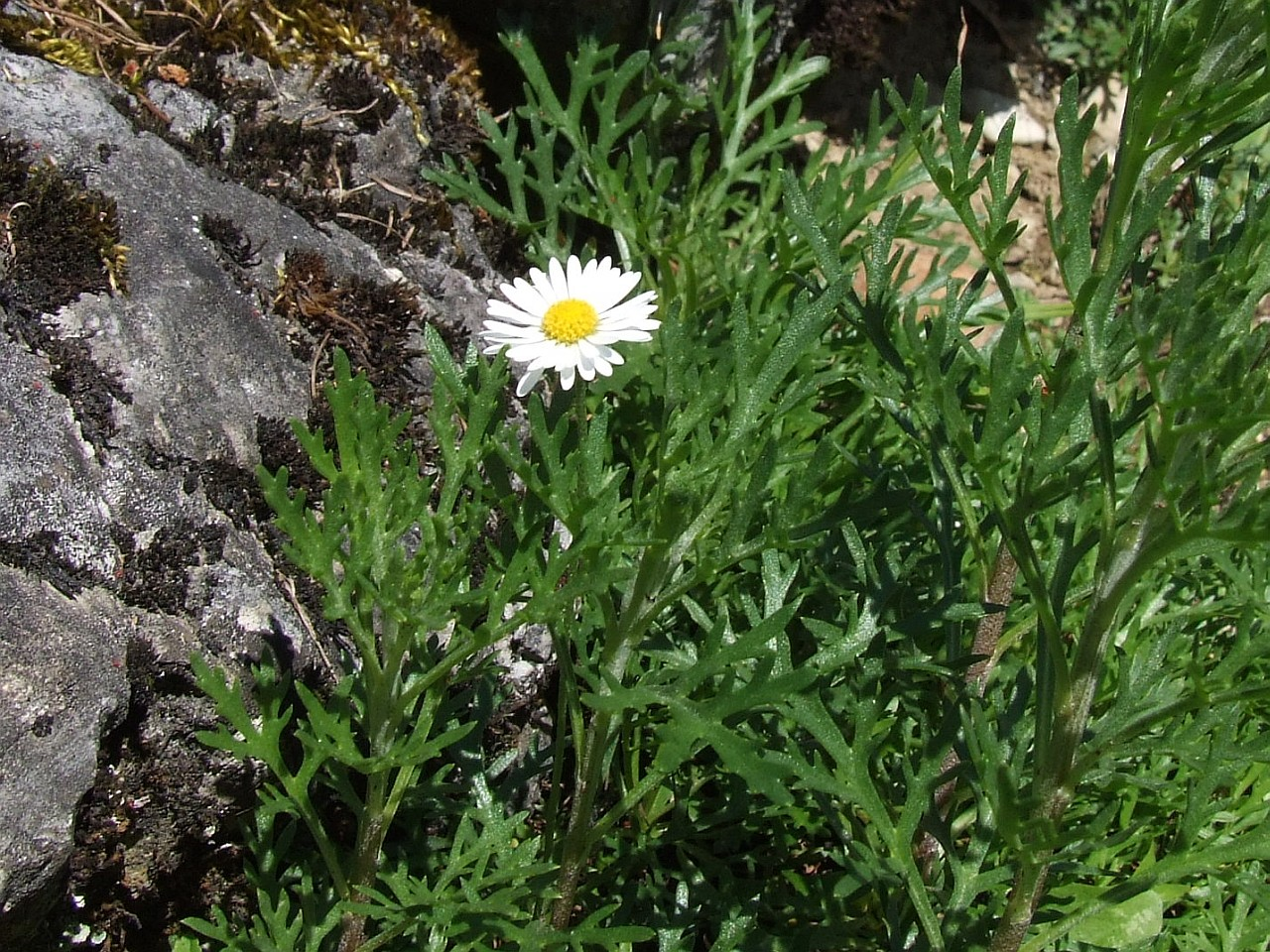
Хризантема Завадского

Исследовал и описал флору окрестностей г. Львова. В 1854—1868 изучал процессы эволюции и гибридизации растений. После приезда в Брно стал учителем Г. Менделя, заметившим его талант и умело направлявшим его к изучению основ генетики.
Автор труда «Fauna der Galizisch-Bukowinischen Wirbelthiere» (1840) и организации экспедиции по раскопкам доисторических животных (1851).
Первый исследователь фауны жуков и бабочек Восточной Галиции. В числе его учеников был Станислав Петруский, будущий учёный-зоолог и орнитолог.
По фамилии Завадского назван один из видов хризантем — Chrysanthemum zawadzkii и несколько других названий хризантем .
Хризантема Завадского (Dendranthema zawadskii) — биологический вид горного растения, растущего в Польше только в одной небольшой по площади местности, но широко распространенного за Уралом.